# Steven Richards
Steven Richards (ur. 11 lipca 1972 roku w Auckland) – nowozelandzki kierowca wyścigowy mający także obywatelstwo australjskie. Przez większość kariery startował w australijskich wyścigach V8 Supercars. Pięciokrotny zwycięzca prestiżowego wyścigu Bathurst 1000 rozgrywanego w ramach tej serii. Jest synem Jima Richardsa, również bardzo utytułowanego kierowcy w Australii i Nowej Zelandii.

## Kariera
Richards rozpoczął karierę w międzynarodowych wyścigach samochodowych w 1992 roku od startów w Australijskiej Formule Ford. Z dorobkiem 44 punktów został sklasyfikowany na siódmej pozycji w końcowej klasyfikacji kierowców. W późniejszym okresie Australijczyk pojawiał się także w stawce Formuły Ford Victoria, Sandown 6 Hour, Bathurst 12 Hour Race, Clipsal 2.0L Super Touring Car Trophy, TAC Peter Brock Classic Super Touring, Gold Coast Champ Car Super Touring Cup, Porsche Cup Australia, BOC Gases Australian Super Touring Championship, EA Sports Touring Cars, Australian Touring Car Championship, Super Touring GT-P Race, Supercheap Auto GT Production Car 3 Hour Showroom Showdown, Netspace V8Supercar Challenge, Bathurst 24 Hour Race, V8 Supercars, Biante Touring Car Masters, Australijskiego Pucharu Porsche Carrera, V8 SuperTourers New Zealand Championship, Porsche City Index Carrera Cup. Liqui Moly Bathurst 12 Hour, Pirtek Enduro Cup, Australian GT Championship, Highlands 101 oraz Blancpain Endurance Series.
W V8 Supercars Australijczyk startował od 1996 roku. W pierwszym sezonie startów stanął raz na podium. Uzbierane 84 punkty dały mu dwunastą pozycję w klasyfikacji generalnej. Rok później powtórzył ten sukces, dwukrotnie stając na podium. W 2000 roku odniósł swoje pierwsze zwycięstwo. W klasyfikacji generalnej był ósmy. Swoją pozycję poprawił dwa lata później. W sezonie 2002 pięciokrotnie stawał na podium. Został sklasyfikowany na szóstej pozycji w końcowej klasyfikacji kierowców. W 2004 roku był piąty. Rok później spadł na siódmą lokatę, choć po raz pierwszy w pojedynczym sezonie odniósł dwa zwycięstwa. W kolejnych dwóch sezonach obronił siódmą pozycję, a w 2008 roku spadł na ósme miejsce. Ostatni pełny sezon w V8 Supercars zaliczył w 2010. W kolejnych latach Richards startował w wyścigach długodystansowych w tej serii jako drugi kierowca.

### Starty w karierze
| Sezon | Seria                                           | Zespół                        | Starty | PP | Zwyc. | Punkty | Pozycja |
| ----- | ----------------------------------------------- | ----------------------------- | ------ | -- | ----- | ------ | ------- |
| 1992  | Motorcraft Formula Ford Driver to Europe Series | Steven Richards               |        |    |       | 44     | 7.      |
| 1993  | Australijska Formuła Ford                       | Garry Rogers Motorsport       | 12     |    | 4     | 131    | 4.      |
| 1994  | Australijska Formuła Ford                       | Garry Rogers Motorsport       | 16     |    | 13    | 292    | 1.      |
| 1995  | Australian Super Touring Championship           | Garry Rogers Motorsport       | 14     | 4  | 0     | 56     | 9.      |
| 1996  | Australian Touring Car Championship             | Garry Rogers Motorsport       | 30     | 0  | 0     | 84     | 12.     |
| 1996  | Australian Super Touring Championship           | Garry Rogers Motorsport       | 15     | 0  | 1     | 79     | 5.      |
| 1997  | Australian Touring Car Championship             | Garry Rogers Motorsport       | 26     | 0  | 0     | 263    | 12.     |
| 1997  | Australian Super Touring Championship           | Garry Rogers Motorsport       | 14     | 0  | 0     | 42     | 7.      |
| 1998  | Australian Touring Car Championship             | Garry Rogers Motorsport       | 9      | 0  | 0     | 188    | 18.     |
| 1999  | V8 Supercar Championship Series                 | Gibson Motorsport             | 31     |    | 1     | 1310   | 7.      |
| 2000  | V8 Supercar Championship Series                 | Gibson Motorsport             | 33     | 0  | 1     | 993    | 8.      |
| 2001  | V8 Supercar Championship Series                 | Glenn Seton Racing            | 29     | 0  | 1     | 1912   | 12.     |
| 2002  | V8 Supercar Championship Series                 | Perkins Engineering           | 29     | 0  | 0     | 1310   | 6.      |
| 2003  | V8 Supercar Championship Series                 | Perkins Engineering           | 22     | 0  | 0     | 1709   | 6.      |
| 2004  | V8 Supercar Championship Series                 | Perkins Engineering           | 26     | 3  | 0     | 1819   | 5.      |
| 2005  | V8 Supercar Championship Series                 | Perkins Engineering           | 30     | 1  | 2     | 1669   | 7.      |
| 2006  | V8 Supercar Championship Series                 | Perkins Engineering           | 34     | 0  | 0     | 2740   | 7.      |
| 2007  | V8 Supercar Championship Series                 | Ford Performance Racing       | 37     | 0  | 1     | 380    | 7.      |
| 2008  | V8 Supercar Championship Series                 | Ford Performance Racing       | 38     | 1  | 1     | 2416   | 8.      |
| 2009  | V8 Supercar Championship Series                 | Ford Performance Racing       | 26     | 0  | 0     | 1780   | 13.     |
| 2010  | V8 Supercar Championship Series                 | Ford Performance Racing       | 26     | 0  | 0     | 1630   | 15.     |
| 2011  | Porsche Carrera Cup Australia                   | Laser Racing                  | 21     | 0  | 1     | 882    | 4.      |
| 2011  | International V8 Supercars Championship         | Ford Performance Racing       | 2      | 0  | 0     | 366    | 36.     |
| 2012  | Porsche Carrera Cup Australia                   | Laser Racing                  | 24     | 0  | 0     | 884    | 5.      |
| 2012  | International V8 Supercars Championship         | Ford Performance Racing       | 2      | 0  | 0     | 347    | 38.     |
| 2012  | V8SuperTourers                                  | John McIntyre Racing          | 19     | 0  | 0     | 1908   | 11.     |
| 2013  | Porsche Carrera Cup Australia                   | Steve Richards Motorsport     | 20     | 0  | 3     | 879    | 4.      |
| 2013  | International V8 Supercars Championship         | Ford Performance Racing       | 4      | 0  | 1     | 684    | 31.     |
| 2014  | Porsche Carrera Cup Australia                   | Steve Richards Motorsport     | 22     | 1  | 4     | 954    | 1.      |
| 2014  | International V8 Supercars Championship         | Triple Eight Race Engineering | 4      | 0  | 0     | 522    | 31.     |
| 2015  | Porsche Carrera Cup Australia                   | Steve Richards Motorsport     | 22     | 0  | 5     | 846,5  | 4.      |
| 2015  | International V8 Supercars Championship         | Triple Eight Race Engineering | 4      | 0  | 1     | 681    | 31.     |
| 2016  | Porsche Carrera Cup Australia                   | Steve Richards Motorsport     | 24     | 0  | 0     | 898,5  | 5.      |
| 2016  | International V8 Supercars Championship         | Triple Eight Race Engineering | 4      | 0  | 0     | 516    | 31.     |
| 2017  | Supercars Championship                          | Triple Eight Race Engineering | 4      | 0  | 0     | 504    | 32.     |
| 2018  | Supercars Championship                          | Triple Eight Race Engineering | 4      | 0  | 1     | 696    | 27.     |